# Mrs. Columbo
Mrs. Columbo (für die zweite Staffel in Kate Loves a Mystery umbenannt) ist eine US-amerikanische Krimiserie, die ursprünglich auf der Frau von Inspektor Columbo, der Titelfigur der Fernsehserie Columbo, basiert. Die Serie wurde von Richard Alan Simmons und Universal Television für NBC erdacht und produziert. In der Serie spielt Kate Mulgrew eine Reporterin, die bei der Aufklärung von Verbrechen hilft, während sie ihre Tochter großzieht.

## Produktion
Kurz nach dem zwischenzeitlichen Ende der Columbo-Serie 1978 bei NBC hatte Fred Silverman, damals CEO des Senders, die Idee, eine Serie über Columbos nie gezeigte Frau zu produzieren. Die Produzenten der Mutterserie, Richard Levinson und William Link, lehnten eine Beteiligung zunächst ab. Nachdem aber klar wurde, dass Silverman auch ohne ihr Mitwirken mit der Produktion weitermacht, sagten sie dann doch zu. Die Hauptfigur sollte in etwa im selben Alter wie Inspektor Columbo sein, zwischen 45 und 50 Jahren.
Unter dieser Prämisse entstand durch Peter Fischer ein erstes Drehbuch, das Silverman zunächst gefiel. Während des Castings änderte sich Silvermans Meinung. Er glaubte in Carol Wayne seine erste Wahl gefunden zu haben. Nachdem diese aber abgesagt hatte und die damals 23-Jährige Kate Mulgrew als neue Darstellerin vorgestellt wurde, zogen sich Levinson und Link endgültig vom Projekt zurück. Als neuen Produzenten konnte Silverman Richard Alan Simmons, der bereits die Mutterserie produziert hatte, anwerben. Simmons schrieb auch das Drehbuch der ersten Episode neu. Während die Frau von Inspektor Columbo in der Mutterserie zwar namenlos erwähnt wurde, aber nie einen Auftritt hatte, erhielt sie für die Ableger-Serie den Vornamen Kate. Zwei weitere Parallelen zur Serie Columbo sind, dass sie ebenfalls einen identischen und ebenso antiquierten Peugeot 403 Cabriolet Baujahr 1959 fährt und sie ebenfalls einen Basset namens „Hund“ an ihrer Seite hat.
Die Produktionsfirma hatte von Anfang an Schwierigkeiten im Zeitplan zu bleiben. Die Dreharbeiten zur zweiten Episode waren am 16. Februar 1979, 13 Tage vor der geplanten Ausstrahlung, noch nicht beendet. Die dritte Episode konnte sogar erst mit einer Woche Verspätung im Fernsehen gezeigt werden. Aufgrund des Zeitdrucks entstand so ein Arbeitstag von bis zu 18 Stunden, und dies sieben Tage die Woche.
Premiere hatte die Serie schließlich am 26. Februar 1979 bei NBC. Trotz der Probleme bei der Produktion und rückläufiger Zuschauerzahlen gab NBC im Mai 1979 die Produktion einer zweiten Staffel und die Umbenennung in Kate Columbo bekannt. Mit der Premiere der zweiten Staffel am 18. Oktober 1979 wurde das Serienkonzept überarbeitet, der Titel in Kate Loves a Mystery und die Titelfigur in Kate Callahan umbenannt. Der Namenswechsel der Hauptfigur wurde mit einer nicht in der Serie gezeigten Scheidung begründet. Die Idee eine Serie über Inspektor Columbos Frau zu produzieren war damit begraben. Da aber auch diese Änderungen nicht zum gewünschten Erfolg verhalf, wurde die Serie schließlich im März 1980 nach Ausstrahlung von nur 13 Folgen eingestellt.
Als Columbo 1989 im US-Fernsehen auf ABC zurückkehrte, waren Inspektor Columbo und seine Frau noch immer glücklich verheiratet. Damit wurde die gesamte Existenz der Serie Mrs. Columbo praktisch ignoriert.

## Episodenliste
| Staffel/Episode | Titel                        | Erstausstrahlung  |
| --------------- | ---------------------------- | ----------------- |
| 1/01            | „Word Games“                 | 26. Februar 1979  |
| 1/02            | „Murder Is a Parlor Game“    | 1. März 1979      |
| 1/03            | „A Riddle for Puppets“       | 15. März 1979     |
| 1/04            | „Caviar with Everything“     | 22. März 1979     |
| 1/05            | „A Puzzle for Prophets“      | 29. März 1979     |
| 2/01            | „Ladies of the Afternoon“    | 18. Oktober 1979  |
| 2/02            | „It Goes with the Territory“ | 25. Oktober 1979  |
| 2/03            | „Off the Record“             | 1. November 1979  |
| 2/04            | „The Valley Strangler“       | 8. November 1979  |
| 2/05            | „A Chilling Surprise“        | 22. November 1979 |
| 2/06            | „Falling Star“               | 29. November 1979 |
| 2/07            | „Feelings Can Be Murder“     | 6. Dezember 1979  |
| 2/08            | „Love, on Instant Replay“    | 19. März 1980     |

## DVD-Veröffentlichung
Die Serie wurde bisher nur in englischer und französischer Sprache auf DVD veröffentlicht. Eine deutsche Synchronisation der Serie ist bisher nicht verfügbar, weshalb auch eine deutschsprachige Veröffentlichung aktuell fehlt.